# XYND
«XYND» (стилизованное «Hund» (c нем. — собака)) — второй студийный альбом русскоязычного рэп-исполнителя Schokk’a вышедший в 2015 году.

## История создания и релиз
После выхода дебютного студийного альбома «С большой дороги», Рома Жиган ворвался в квартиру Schokk’а и Оксимирона в Москве 21 октября 2011 года. После инцидента Дмитрий стал писать грустные и лиричные песни, записав три микстейпа. В 2015 году рэпер заявил, что слушателей ждёт второй альбом, впервые за четыре года. Стиль треков в пластинке не отличается особым звучанием от трёх предыдущих релизов. Альбом не получил положительных оценок от критики и прочих наград.

## Список композиций
| №   | Название                             | Длительность |
| --- | ------------------------------------ | ------------ |
| 1.  | «Intro»                              | 3:21         |
| 2.  | «Xynd (feat. Шура Кузнецова)»        | 3:31         |
| 3.  | «На зло (feat. Богдан Кияшко)»       | 3:37         |
| 4.  | «Наших планет нет»                   | 4:43         |
| 5.  | «Такси»                              | 2:15         |
| 6.  | «Wut»                                | 3:11         |
| 7.  | «Грусть»                             | 3:29         |
| 8.  | «Сталактит (feat. Богдан Кияшко)»    | 3:10         |
| 9.  | «Стеклянный зверинец»                | 2:54         |
| 10. | «По плану»                           | 3:03         |
| 11. | «Зачем мне любовь мама»              | 2:12         |
| 12. | «Бесоме (feat. Богдан Кияшко)»       | 4:27         |
| 13. | «Outro»                              | 4:06         |
| 14. | «Синие ирисы (feat. Шура Кузнецова)» | 3:25         |

## Видеоклипы
На композицию «Синие ирисы» был выпущен видеоклип на YouTube